# گل اسرار من
گل اسرار من (زبان اسپانیایی: La flor de mi secreto) فیلمی از پدرو آلمودوار کارگردان اسپانیایی در سال ۱۹۹۵ است که در آن ماریسا پاردس نقش لئو، زنی نویسندهٔ رمان‌های عامه‌پسند را بازی می‌کند. این فیلم نامزد ۷ جایزه از جوایز گویا ۱۹۹۶ شده و ماریسا پاردس برنده بهترین بازیگر زن در جشنواره فیلم کارلووی واری، جوایز ACE و جوایز سان جوردی شد.

## خلاصه داستان
لئو یک نویسندهٔ داستان کوتاه عاشقانه و احساسی بسیار موفق در اسپانیا است که همه او را با اسم مستعارش آماندا گریس می‌شناسند. بر خلاف داستان‌های کوتاه عاشقانه اش، درزندگی عاشقانه خود با مشکل مواجه شده‌است …

## بازیگران
- ماریسا پاردس- لئو ماسیاس
- خوان اچانوبه - انجل
- کارمه الیاس - بتی
- روسی د پالما - رزا
- چوس لامپره‌آبه
- کیتی مانبر - مانوئلا
- خواکین کورتس - آنتونیو
- مانوئلا وارگاس - بلانکا
- ایمانوئل آریاس - پاکو
- گلوریا مونیوس - آلیسیا
- نانچو نُـوو - دکتر بی

## اشاره‌ها در دیگر فیلم‌های آلمودوار
در گل اسرار من رمان جدید لئو که برای چاپ رد می‌شود، دزدیده شده و به فیلمی به نام فریزر تبدیل می‌شود. فریز همان فیلم بازگشت است که آلمودوار بعدها در سال ۲۰۰۶ ساخت.
در صحنه دیگری از گل اسرار من، دانشجویان پزشکی در حال یادگیری چگونگی تشویق یک مادر داغدار به اهدای عضو پسر تازه درگذشته‌اش هستند. این صحنه نقطه آغاز فیلم همه چیز درباره مادرم از آلمودوار در سال ۱۹۹۹ شد.

## جوایز
- ۱۹۹۶ - نامزد ۷ جایزه از جوایز گویا
- ماریسا پاردس برنده بهترین بازیگر زن در جشنواره فیلم کارلووی واری، جوایز ACE و جوایز سنت خوردی شد.